# Венециано-генуэзские войны

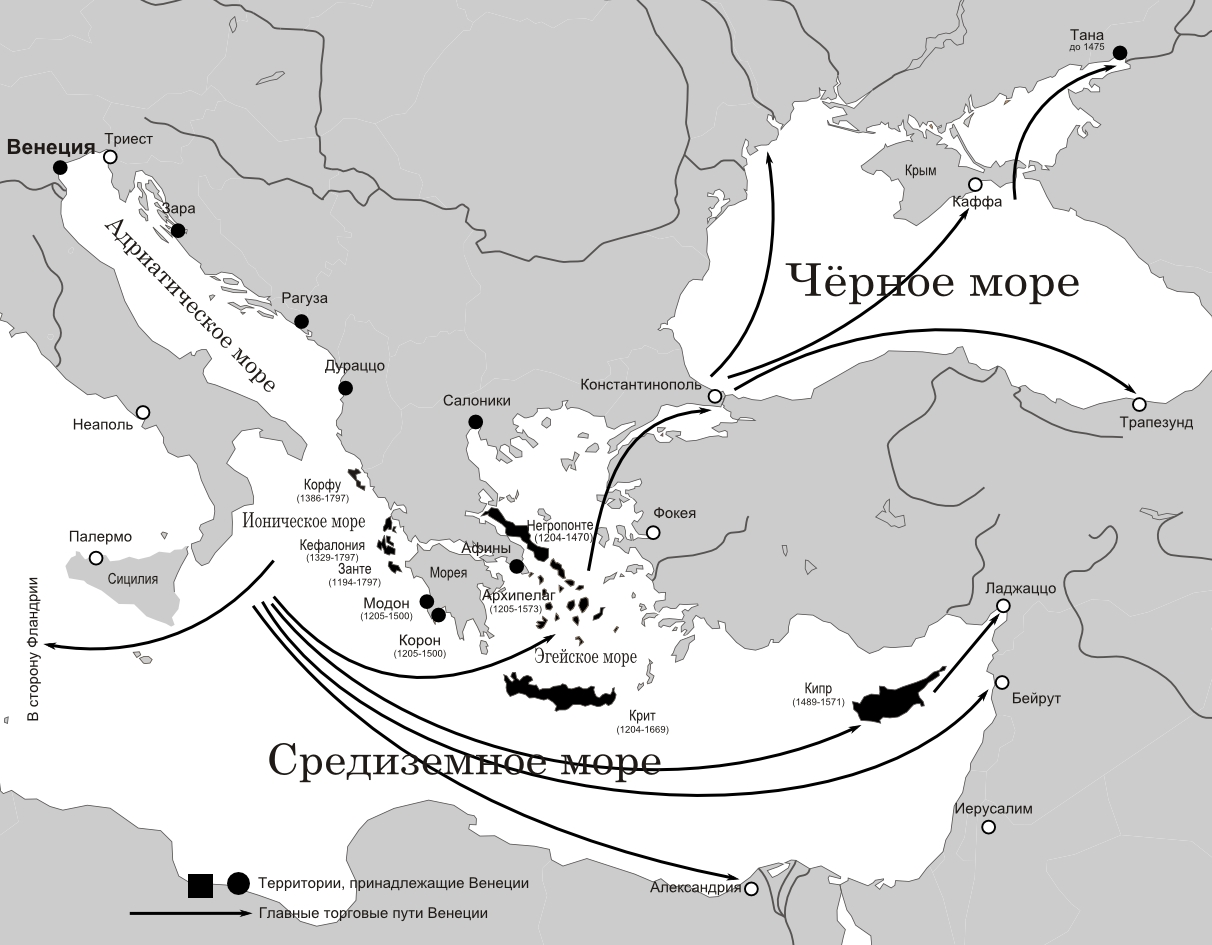
Венецианская морская империя.

Венециано-генуэзские войны — четыре конфликта между Венецианской республикой и Генуэзской республикой, имевшие место между 1256 и 1381 годами, ведшиеся почти исключительно посредством морских столкновений в Средиземном и Черном морях.
В основе венециано-генуэзских войн лежало торговое соперничество между морскими республиками — Венецией и Генуей. Прочие города-государства будущей Италии оказались неспособны выдерживать продолжительного военного противостояния с этими гегемонами Средиземноморья. Например, Пизанская республика, единожды потерпев от Генуи сокрушительное поражение в 1284 году, уже больше не пыталась добиться господства. Соперничество Генуи и Венеции в течение XIII—XV веков переходило в прямое военное столкновение несколько раз.

## Война святого Саввы

### Предпосылки
Чтобы пожать плоды успешного крестового похода 1204 года, расширив свою торговлю на территориях и акваториях поверженной Византии, Венеции потребовалось уладить отношения с другими морскими державами Средиземноморья. В 1206 году был заключён договор с Пизой, а в 1218 году — с Генуей. 
Генуя не приняла участие в Четвёртом крестовом походе из-за войны с Пизой, однако это не помешало генуэзцам ревниво следить за успехами Венеции, начав враждебные действия против Венеции ещё до заключения мира с Пизой в 1209 году. Так, Генуя стала поддерживать пиратов в восточной части Средиземноморья. 

### Ход войны
В 1256 году началась война святого Саввы в правление Реньеро Дзено, избранного венецианским дожем в 1253 году. 
Генуя, которая к тому времени потеряла все привилегии в Константинополе, пыталась удержать свои позиции в Сирии, что привело к борьбе за обладание Акрой. 

#### Разгром Генуи в Леванте
Вначале венецианский флот под командованием Лоренцо Тьеполо победил Геную в сражениях при Акре в 1258 году и захватил город. Присланный генуэзцами в следующем году флот из 25 галер был также разгромлен венецианцами. Генуя вынуждена была оставить Акру и отступить в Тир. Из генуэзской церкви Святого Саввы в Акре Тьеполо привёз в Венецию три колонны, установленные на Пьяцетте. 

#### Генуя «отыгрывается» в Византии
В 1261 году заключён союз Генуи с императором Михаилом VIII Палеологом (Нимфейский договор), который в том же году изгнал латинян (читай — венецианцев) из Константинополя. К этому моменту в Латинской империи царил хаос и разгул воровства, и Михаилу Палеологу потребовалось меньше помощи от генуэзцев, чем ожидалось. Будучи осторожным человеком, Михаил высоко оценивал военные возможности Венеции и решил играть на противоречиях между Генуей и Венецией. Венецианцам было позволено сохранить колонию в Константинополе, однако их представитель был разжалован из подесты в байло, а новым подестой стал генуэзец. Генуе была передана часть венецианского квартала, а через несколько лет и весь район Галата, а также торговые рынки, на которые раньше у венецианцев была монополия. Венецианская колония в Константинополе фактически была заложником, гарантируя что Венеция не начнёт войну против слабой на тот момент Византии. Венеция потеряла все привилегии в Византии, их место заняли генуэзцы, которые также сосредоточили в своих руках основные товаропотоки прибыльной черноморской торговли, что стало основной причиной многочисленных конфликтов с Венецией. С этого момента на протяжении полутора веков главным соперником Венеции на Средиземном и Чёрном море становится Генуя.

#### Морские победы Венеции и окончание дележа сфер влияния
Не имея возможности отомстить Византии, Венеция с удвоенной силой нападала на Геную по всей территории Средиземноморья, в большинстве случаев побеждая.
Михаил Палеолог, пытавшийся восстановить территории Византии, нуждался в деньгах и флоте, а союз с Генуей вместо выгоды приносил ему только огромные расходы. К тому же генуэзцы вели себя в Константинополе столь заносчиво и высокомерно, что стали ещё более непопулярны, чем до того венецианцы. Когда до Михаила стали доходить сведения о венецианских победах, он начал менять свою политику.
В 1264 году в Венецию прибыли послы Византии и в 1265 году между ними был заключён договор, по которому Венеция вернула себе часть прежних привилегий.
В 1266 году произошло крупное сражение у западной Сицилии, когда венецианцы потопили 1100 генуэзских моряков и 600 захватили в плен.
В 1268 году между Византией и Венецией был заключён пятилетний мирный договор, по которому венецианцы получили право свободно путешествовать и торговать на территории Византии, однако и генуэзцам были сохранены их права. Этот договор восстановил торговое первенство Венеции в Леванте вкупе с  вышеописанными привилегиями в Византии и явился триумфом дожа Реньеро Дзено, который скончался через несколько недель после его ратификации, и был похоронен со всеми почестями, которые могла дать Венеция.
В 1270 году война завершилась подписанием Кремонского мира между Венецией и Генуей.

## Венециано-генуэзская война 1293—1299
18 мая 1291 года армия мамелюков штурмом взяла Акру — главный перевалочный пункт торговли с Центральной Азией. Для Венеции, уступившей после падения Латинской империи первенство в Константинополе генуэзцам, это было сильным ударом. Теперь торговля Венеции зависела от северного пути через черноморские порты, где позиции генуэзцев были также сильны. Готовясь к войне с Генуей, Венеция вступила в союз с Пизой и обратилась к богатым семействам с просьбой о финансировании военного флота. 4 октября 1294 года венецианский флот вышел в поход против генуэзцев. Столкновение произошло при Айасе. Генуэзцы, будучи в меньшинстве, принайтовили свои корабли друг к другу, перемещаясь туда, где требовалась большая сила. Венецианский адмирал Марко Баседжо, недооценив тактику противника, атаковал генуэзскую «платформу» по центру, безуспешно пытаясь разломить её. В итоге венецианцы потеряли двадцать пять галер из шестидесяти восьми и множество людей, включая адмирала Баседжо. Воспользовавшись преимуществом, генуэзский флот напал на Крит, разграбил Канею и уничтожил венецианскую эскадру, блокировавшую Босфор. Противостояние между сторонами перекинулось и в Константинополь, где многие венецианцы были убиты, а оставшиеся в живых заключены в тюрьму императором Андроником II. Череда поражений пробудила Венецию, и она в короткие сроки снарядила флот из сорока галер под командованием адмирала Морозини. Морозини направился к Константинополю, сжигая по дороге все греческие и генуэзские корабли, затем напал на Галату и сжёг её. После этого венецианский флот подошёл ко дворцу византийского императора и уничтожил его галеру. Андроник вынужден был заплатить Морозини большую компенсацию за ущерб венецианской собственности. Вторая флотилия венецианцев, которой командовал Джованни Соранцо, при поддержке Трапезундской империи в 1296 году прорвала генуэзскую блокаду Босфора, вошла в Чёрное море и захватила Каффу и Фокею.
В 1298 году венецианцы снова потерпели сокрушительное поражение возле острова Курзола. Генуэзцы, под командованием адмирала Ламба Дориа, окружили венецианские корабли и прижали их друг к другу так, что огонь стал перекидываться с корабля на корабль. В итоге Венеция потеряла шестьдесят пять из девяносто пяти кораблей, девять тысяч человек убитыми и раненными и пять тысяч пленными. Венецианский адмирал Андреа Дандоло по легенде покончил с собой, разбив голову о мачту. Среди пленённых был и Марко Поло, который в плену стал диктовать свои воспоминания о путешествии в Китай. Однако Венецианский Арсенал работал, не останавливаясь, и Венеция быстро восстановила свой флот. Капитан Доменико Скьяво для демонстрации восстановленной мощи венецианского флота приплыл в генуэзскую гавань и прибил к пирсу золотой венецианский дукат. 25 мая 1299 года между сторонами был заключён Миланский договор, по которому Венеция обязалась не осуществлять агрессии против Генуи.

## Соперничество на Чёрном море
В 1340 году со смертью трапезундского императора Василия Великого Комнина в этом осколке Византии разразилась гражданская война, в которой приняли деятельное участие венецианцы и генуэзцы. Вследствие нашествия тюркских племён в 1341 году «весь Трапезунд вне и внутри крепости предан огню», что привело к уничтожению венецианской фактории в городе и увеличило влияние Генуи на Чёрном море.
В 1343 году в Северном Причерноморье Золотая Орда захватила Тану, что привело к общему кризису черноморской торговли. Для противодействия татарам 18 июня 1344 года Венеция и Генуя заключили договор о совместных действиях и об урегулировании взаимных претензий. Однако, поскольку в Тане венецианцы приобретали специи дешевле, чем генуэзцы в Каффе, Венеция, чтобы использовать торговое преимущество, попыталась самостоятельно договориться с татарами, и отвергла предложение Генуи о торговой блокаде «империи Джанибека». Генуя, в свою очередь, пыталась давлением на Трапезундскую империю и Византию обеспечить себе монополию на черноморскую торговлю, и стремилась облагать венецианцев налогом по своему усмотрению.

## Война 1350—1355 годов
Эпидемия чумы 1348—1349 годов значительно сократила жителей Венеции и Генуи (так, население Венеции сократилось почти наполовину), но лишь ненамного оттянула кризис. К 1350 году Генуя была близка к полному изгнанию Венеции из черноморского бассейна: на венецианских купцов нападали в генуэзских факториях, захватывали в плен в Кафе, не пропускали в Азовское море. 6 августа 1350 года венецианский Сенат объявил войну Генуе. На этот раз Венеция имела поддержку Византии и Каталонии, а на стороне Генуи выступила Венгрия. В феврале 1352 года венецианский флот под командованием Виттора Пизани потерпел поражение на Босфоре, но сумел уничтожить генуэзские суда в Трапезунде. После этого сражения Византия вышла из войны и 6 мая 1352 года подписала с Генуей выгодный для последней договор. В августе следующего года флот Николо Пизани с арагонскими союзниками разгромил генуэзцев у Сардинии. В 1354 году, неожиданно напав на Николо Пизани, генуэзцы захватили пятьдесят шесть его кораблей. В это же время большая часть генуэзского флота села на мель на юге Греции. Виттор Пизани за поражение был посажен в тюрьму. 1 июня 1355 года соперники при посредничестве семьи Висконти заключили новый Миланский мир, нарушенный в 1376 году «войной Кьоджи», которая началась со спора за остров Тенедос, находящийся на выходе из пролива Дарданеллы.

## Война Кьоджи
Византийский император Иоанн V Палеолог за помощь против османов обещал венецианцам Тенедос. В ответ на сближения Венеции и Византии Генуя укрепила отношения с турками. Новая война началась с победы Венеции при Анцио в мае 1378 года, когда флот под командованием Виттора Пизани разгромил генуэзцев и занял Каттаро и Себенико. Генуя в очередной раз вступила в альянс с Венгрией и использовала порты Далмации в качестве морских баз для флота. В мае 1379 года генуэзская эскадра в водах Пола нанесла поражение Венеции. Генуэзцы под командованием Пьетро Дориа захватили Градо, Каорле и город Кьоджу, на самом юге лагуны. По требованию венецианцев Виттор Пизани был выпущен из тюрьмы и назначен командором. Пизани разработал план противодействия генуэзцам. Венецианцы нагрузили корабли камнями и затопили их в фарватере Кьоджи, заблокировав генуэзцев. Операцию возглавлял лично дож Андреа Контарини. 24 июня 1380 года генуэзцев удалось выбить из Кьоджи, а через месяц скончался от ран, полученных в сражении у Апулии, командор Виттор Пизани. В 1381 году между воюющими сторонами был заключён Туринский мир. Дож снова отрёкся от права на Далмацию, Венгрия получила право вести торговлю в Венеции и на подопечных территориях
, а Черноморье снова оказывается в генуэзской сфере влияния.

## Война 1431 года
Последняя генуэзская война произошла в 1431 году, когда Венеция напала на Геную, находящуюся под властью миланского герцога Филиппо Мария Висконти. В сражении на реке По в Кремоне венецианский флот под командованием Тревизана потерпел поражение.